# Oh Lord, vaarda gio
Oh Lord, vaarda gio è un singolo del cantautore italiano Davide Van De Sfroos, uscito nel 2021, secondo singolo tratto dall'album Maader folk. La canzone vede la partecipazione di Zucchero Fornaciari

## Descrizione
Il singolo è stato distribuito sulle piattaforme digitali il 3 settembre 2021 e anticipa l'album Maader folk settembre dello stesso anno. Dopo Gli spaesati, questo è il secondo singolo di questo album.
Dalla canzone è stato tratto un videoclip uscito sul canale YouTube del cantante, in cui compare il noto alpinista italiano Mauro Corona.

## Tracce
Testi e musiche di Davide Bernasconi.
1. Oh Lord, vaarda gio (feat. Zucchero Fornaciari) – 3:39

## Formazione
- Davide Van De Sfroos - Voce, chitarra acustica
- Zucchero Sugar Fornaciari - Voce
- Anchise Bolch - Violino, pedal steel guitar, mandolino
- Niccolò Fornabaio - Drums
- Alessandro "Asso" Stefana - Omnichord, mandolino, bouzouki, armonio, vibrafono, pad, basso
- Lorenzo Vanini - Pianoforte
- Daniele Caldarini, Valerio Gaffurini, Stephanie Ocean Ghizzoni - Cori